# 雅各布·奥布雷赫特
雅各布·奥布雷赫特（荷蘭語：Jacob Obrecht；1457或1458年—1505年7月），弗莱芒作曲家，曾先后在康布雷，布鲁日，安特卫普，费拉拉等地任职。作品结构清晰，体现了文艺复兴的时代精神。其复调写法亦颇为高超。

## 外部連結
- 雅各布·奥布雷赫特的免费乐谱，由国际乐谱典藏计划提供
- 公有領域聲樂檔案館上雅各布·奥布雷赫特的作品